# Burgruine Neuhaus (Terlan)
Die Burgruine Neuhaus (auch Burg Maultasch genannt) ist die Ruine einer Burg oberhalb des Weinortes Terlan im Südtiroler Etschtal zwischen Bozen und Meran.

## Anlage
Vom Tal aus erblickt man kaum mehr als den charakteristischen, innen vier- und außen fünfeckigen Bergfried, welcher an der höchsten Stelle des Burgfelsens steht, noch in voller Höhe erhalten ist und früher bis zum obersten gemauerten Stock bewohnbar war. Der zinnenlos abschließende Turm könnte einen bewohnbaren, hölzernen Obergaden gehabt haben.
Erst auf dem Burghügel wird klar, dass es sich um eine ausgedehnte Burganlage mit mehreren noch leidlich erhaltenen Vorburgen mit Ringmauern samt teils verkümmerten Schwalbenschwanzzinnen handelt.
Vom westlich des Bergfrieds gelegenen viergeschossigen Palas blieben die Südwand in voller Höhe und die Kellerräume mit einer Regenwasserzisterne erhalten.
Die an die Ringmauer angestellte Burgkapelle mit Blockaltar und den Resten einer gewölbten Empore gehört dem 15. / 16. Jahrhundert an.
Ein durch den Fels getriebener Verbindungstunnel stellt die Verbindung zum Raum mit Tonnengewölbe im Osttrakt der Burg her.

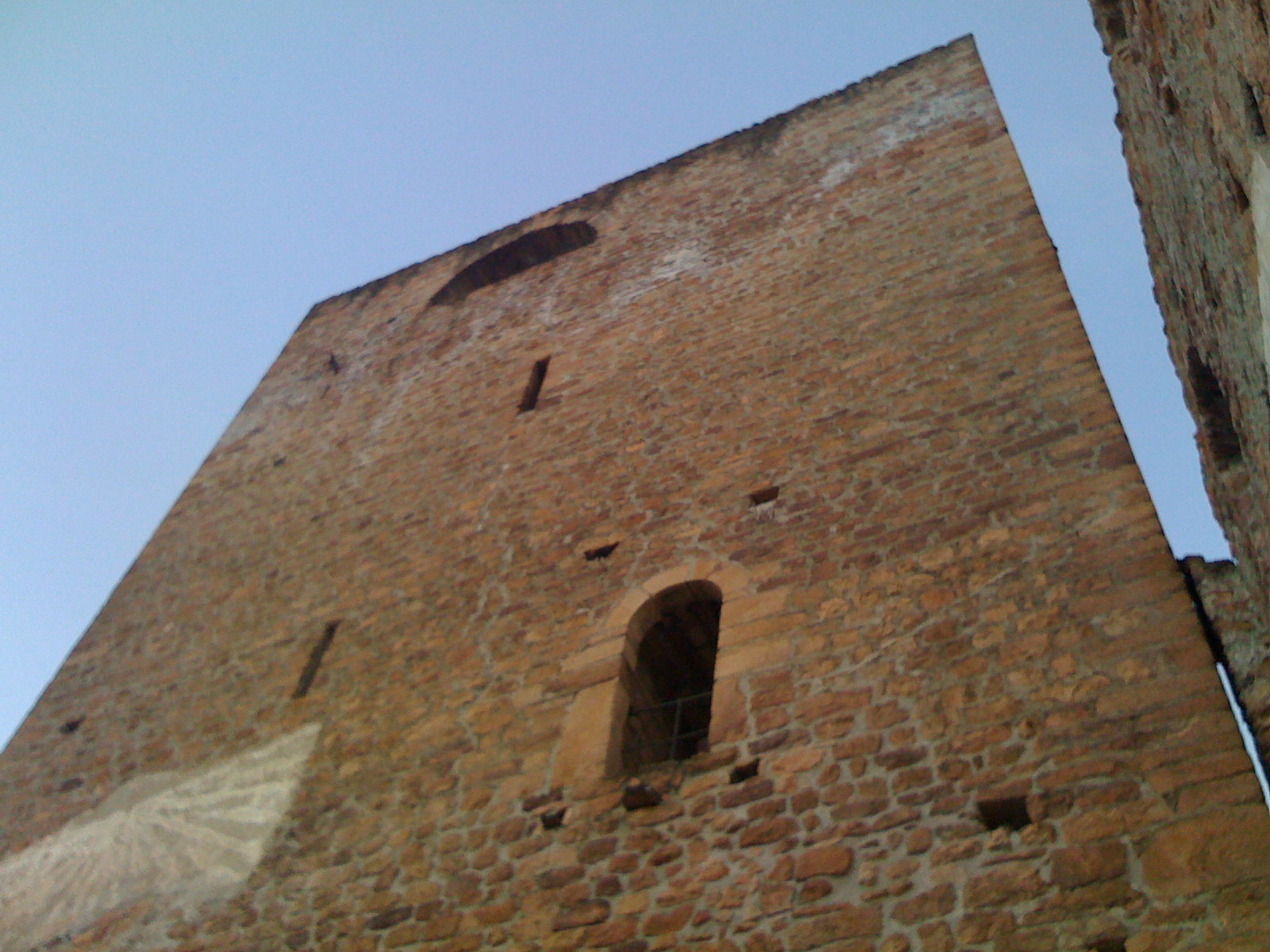
Der außen fünf- und innen viereckige Bergfried
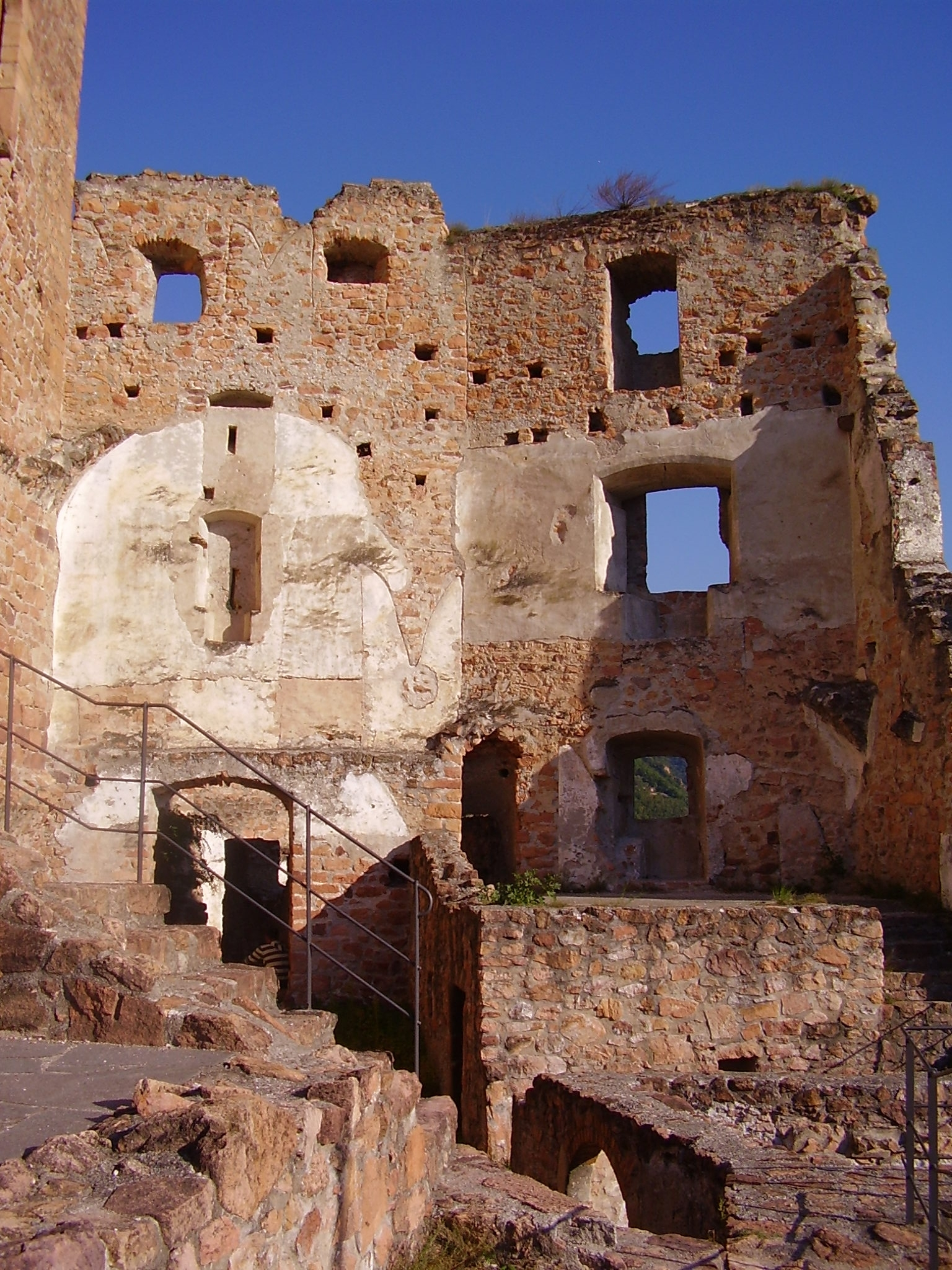
Innenansicht
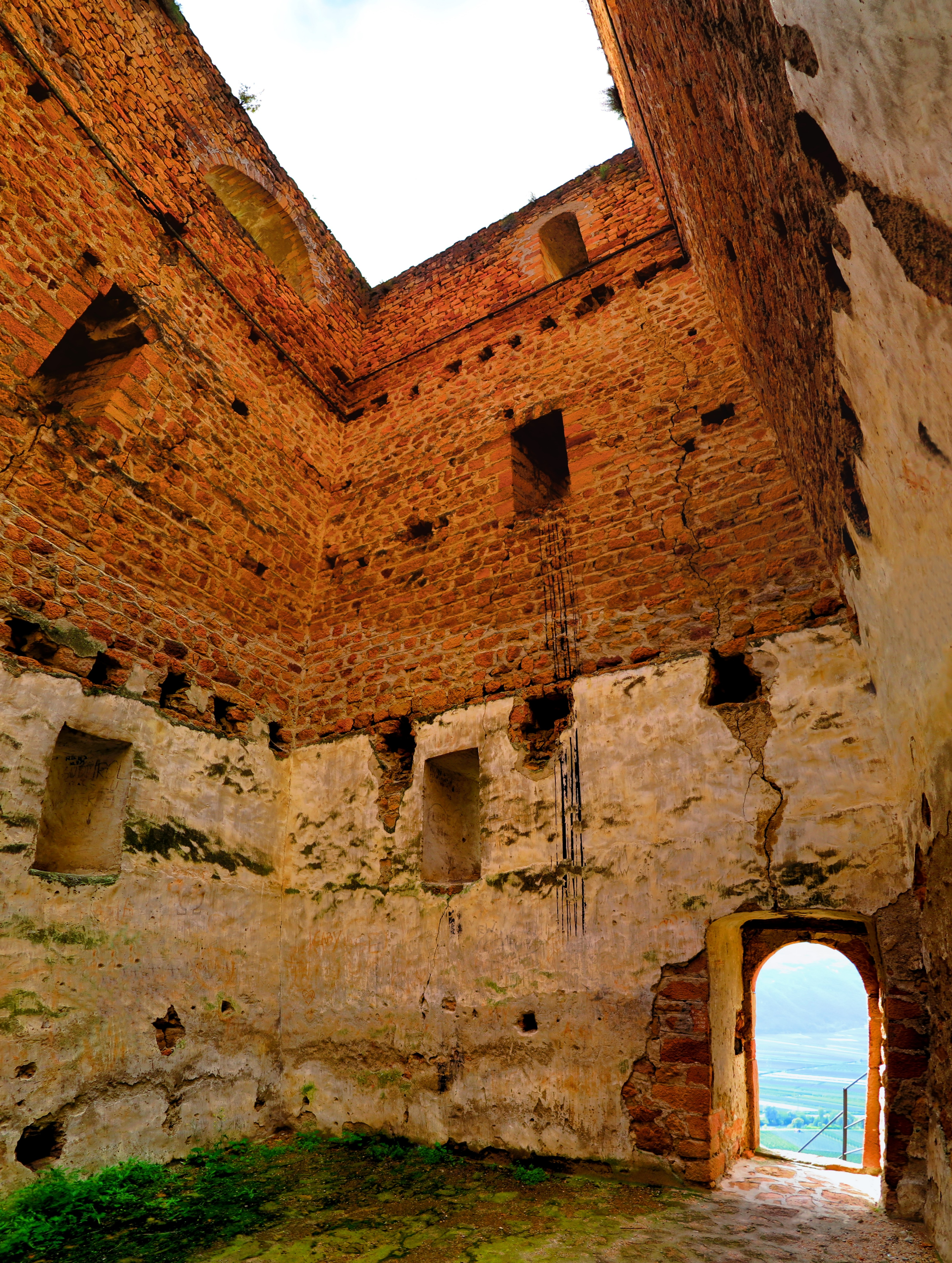
Bergfried von innen

## Geschichte
Die Anlage wird 1228 erstmals in den schriftlichen Quellen erwähnt und dürfte kurz nach 1200 von den Grafen von Tirol als Grenzfestung gegen den Bozner Raum hin erbaut worden sein. In der zweiten Hälfte des 13. Jahrhunderts wurde unterhalb der Burg eine Zollstätte errichtet. Burg und Klause verloren durch die dauerhafte Besetzung Bozens durch Graf Meinhard II. von Tirol jedoch rasch an militärischer Bedeutung. Nach 1300 war Neuhaus nur mehr Mittelpunkt des gleichnamigen Landgerichts, das in etwa die Ausdehnung der heutigen Gemeinde Terlan hatte und dessen Einkünfte bereits im landesfürstlichen Gesamturbar Meinhards II. von 1288 unter dem Titel „Daz ist der gelt vom Niwem hous“ ausführlich verzeichnet sind. Aus dem frühen 14. Jahrhundert stammt ein ausführliches Weistum des Neuhauser Gerichts.
Die Burg war laut einer Legende einer der Lieblingsaufenthaltsorte der Landesherrin Margarete von Tirol-Görz und erhielt nach Abtragung der darunterliegenden Klause im 19. Jahrhundert den gebräuchlicheren Namen Burg Maultasch. Historisch belegt sind die legendären Aufenthalte der Gräfin auf Neuhaus aber nicht.
Im Jahr 1362 ist mit „pons aput Nouam domum“ eine nahegelegene Brücke über die Etsch bezeugt, deren älterer Verlauf vor den Regulierungen des 19. Jahrhunderts nähe an Neuhaus vorbeiführte; die Burg kontrollierte in dieser Zeit offenbar diesen wichtigen Flussübergang.
Von 1382 bis 1559 war Neuhaus im Besitz der aus Bozen stammenden Herren von Niedertor, die durch dieses Lehen den Aufstieg in den Landadel schafften. Nach ihrem Aussterben folgten von 1585 bis 1733 die Wolkensteiner. Seit 1733 ist Neuhaus in Besitz der Grafen Tannenberg-Enzenberg. Hugo Graf Enzenberg sicherte 1883 den Bergfried vor dem Verfall. Die gesamte Anlage wurde von Georg Graf Enzenberg in den Jahren von 1990 bis 1996 restauriert. Teile der Anlage wurden befestigt sowie mit neuen Dächern und Geländern versehen.